# Lijst van Nederlandse shorttrackverenigingen
Dit is een lijst van alle Nederlandse shorttrackverenigingen.

## Gewest Friesland
- Shorttrack club Trias (TRL)
- Shorttrack club Thialf (SCT)

## Gewest Gelderland
- Nijmeegse Schaatsvereniging (NSV)[1]

## Gewest Groningen
- Shorttrack Groningen (STG)

## Gewest Noord-Brabant / Limburg
- Shorttrack Den Bosch Breda (SDB)

## Gewest Noord-Holland / Utrecht
- Amsterdamse Schaats Club Jaap Eden (ASCJE)
- Shorttrack Alkmaar (STA)
- Schaats Vereniging Utrecht (SVU)

## Gewest Overijssel
- IJsclub Lonneker (GO)

## Gewest Zuid-Holland
- Indoor Hardrij Club Leiden (IHCL)
- Hardrijvereniging Den Haag-Westland (HVHW)
- Delftse Kunstijsbaan Vereniging (DKIJV)
- IJsvereniging Zoetermeer (YVZ)
- IJssportvereniging Alblasserwaard (IJA)